# Dipurenella dongshanensis
Dipurenella dongshanensis is een hydroïdpoliep uit de familie Corynidae. De poliep komt uit het geslacht Dipurenella. Dipurenella dongshanensis werd in 2011 voor het eerst wetenschappelijk beschreven door Huang, Xu & Guo. 